# Receptregel
Receptregel is een ander woord voor een voorschrift op recept. Op één recept kunnen meerdere receptregels staan. Een receptregel omschrijft de hoeveelheid van een bepaald geneesmiddel, voorgeschreven door een arts ten behoeve van een patiënt. De termen verstrekking, voorschrift en aflevering worden vaak door elkaar gebruikt.

## Receptregelvergoeding
Voor ieder voorgeschreven geneesmiddel dat op recept wordt afgeleverd ontvangt de apotheek een receptregelvergoeding naast een vergoeding voor de materiaalkosten van het geneesmiddel en minus de door de overheid opgelegde clawback-korting die de apotheek in mindering moet brengen op de prijs. De overheid bepaalt aan welke geneesmiddelen een receptregelvergoeding is gekoppeld en wat de hoogte van de receptregelvergoeding is. Deze receptregelvergoeding wordt ook nogal eens WMG-regel (voorheen WTG-regel) of WMG-tarief genoemd, omdat de Wet marktordening gezondheidszorg (Wmg) de prestaties van zorgaanbieders en de tarieven die zij mogen rekenen regelt. Het toezicht op de zorgmarkt en de vaststelling van de hoogte van de tarieven die zorgverleners mogen rekenen gebeurt via de  Nederlandse Zorgautoriteit (NZa).

## Praktijkkosten apotheek
In de receptregelvergoeding zijn de praktijkkosten gedeeltelijk opgenomen. De praktijkkosten die meegenomen zijn in de opbouw van de hoogte van de receptregel vergoeding zijn: personeelskosten, huisvestingskosten, computerkosten, auto- en bezorgkosten, algemene kosten, financiële kosten, norminkomen apotheker. De kosten die niet direct herleidbaar zijn uit de financiële administratie zijn hierin niet meegenomen. Door het grotendeels wegvallen van de kortingen en bonussen, die apotheken binnenhaalden via de groothandel, ten gevolge van het preferentiebeleid, is ter compensatie door de NZa de receptregelvergoeding enigszins verhoogd.

## Gedifferentieerd tarief
Tot 1 juli 2008 bestond de receptregelvergoeding uit één vast tarief ongeacht het soort aflevering en was deze onderdeel van het totaalbedrag (dus inclusief materiaalkosten): een gelijk tarief voor zowel een relatief eenvoudige vervolguitgifte als een ingewikkelde bijzondere magistrale bereiding. De hoogte van dit tarief werd jaarlijks vastgesteld door de NZa. Vanaf 1 juli 2008 is deze vaste receptregelvergoeding vervangen door een gedifferentieerde prestatiebekostiging. Dit houdt in dat voor een vervolguitgifte, waar relatief weinig werk voor hoeft te worden gedaan door de apotheek, een lager tarief geldt dan voor een arbeidsintensieve bijzondere magistrale bereiding. Deze tariefstructuur gaat ervan uit dat de apotheek altijd één basisprestatie levert, eventueel aangevuld met één of meerdere aanvullende prestaties:
- basisprestaties:

1. weekuitgifte
2. standaarduitgifte

- aanvullende prestaties:

1. Begeleidingsgesprek Nieuw Geneesmiddel (BNG) (voor de extra werkzaamheden in de medicatiebewaking, dossiervorming en patiëntbegeleding, toegepast indien een geneesmiddel met dezelfde werkzame stof en toedieningsvorm niet eerder aan de patiënt ter hand is gesteld, of (ii) een geneesmiddel met dezelfde werkzame stof en toedieningsvorm 12 maanden of langer geleden voor het laatst aan de patiënt ter hand is gesteld, of (iii) niet objectief vastgesteld kan worden of aan de patiënt het UR-geneesmiddel eerder ter hand is gesteld in de twaalf voorafgaande maanden[3]; voorheen werd hiervoor jarenlang de officiële term Eerste Uitgifte Begeleiding (EUB) gebruikt, welke nog steeds in gebruik is in de meeste apotheken omdat het de inhoud beter dekt en niet alleen op het stukje gesprek focust)
2. ANZ-tarief (Avond, Nacht (van 18:00 uur 's avonds tot 8:00 uur 's ochtends de volgende dag) of Zondag, incl. nationale feestdagen; voorheen ANW-tarief (Avond, Nacht en Weekend))
3. bijzondere magistrale bereiding (bijvoorbeeld steriele bereiding, of bereiding met stoffen gevaarlijk voor de bereider bij blootstelling)
4. reguliere magistrale bereiding

De aanvullende prestaties zijn cumulatief met de basisprestatie, waarbij een aflevering van een magistrale bereiding niet tegelijkertijd bijzonder en regulier kan zijn. Bijvoorbeeld: voor een aflevering van een herhaling van een standaard recept op zondag geldt een tarief van: standaarduitgifte + ANZ-recept. Voor een eerste uitgifte op bijvoorbeeld 2e Pinksterdag geldt een tarief van: standaarduitgifte + eerste uitgifte + ANZ-recept.
De hoogte van de verschillende prestaties wordt sinds 01-01-2012, het begin van de vrije prijzen, elk jaar vastgesteld in de contracten van zorgverzekeraars die ze aangaan met apotheken.